# WiiConnect24
WiiConnect24是Wii主机的任天堂Wi-Fi连接的一个功能。 它使用户在控制台处于待机状态时仍能与互联网连接。例如，一个朋友可以向另一个玩家的城镇发送信息，而另一个玩家不在動物森友會 城市大家庭中。
2013年6月27日，任天堂關閉了 WiiConnect24。依賴此功能的 Wii 頻道、Wii留言板的資料交換，以及部分遊戲的被動連線功能（後兩者使用16位數Wii好友代碼）也隨之失效。
Wii U並不支援 WiiConnect24，因此即使在 WiiConnect24 關閉之前，大多數原本內建或可下載的 Wii 頻道也無法於 Wii U 的 Wii 模式選單與 Wii 商店頻道中使用。關閉當天，這些失效的頻道也從 Wii 商店中移除。
WiiConnect24 由SpotPass接替，後者是任天堂為Nintendo 3DS與Wii U所提供的類似推播功能的商標名稱。SpotPass 已於2024年4月8日與 Nintendo Network 一同終止。
2015年與2020年，粉絲開發了 RiiConnect24 與 WiiLink24，作為 WiiConnect24 的替代服務，專為破解的 Wii 主機而設。兩者已於2023年12月29日合併為單一項目，名為 WiiLink。 目前，WiiLink 提供大多數服務功能，包括透過 Wii 留言板傳訊息給其他用戶。

## 服務內容

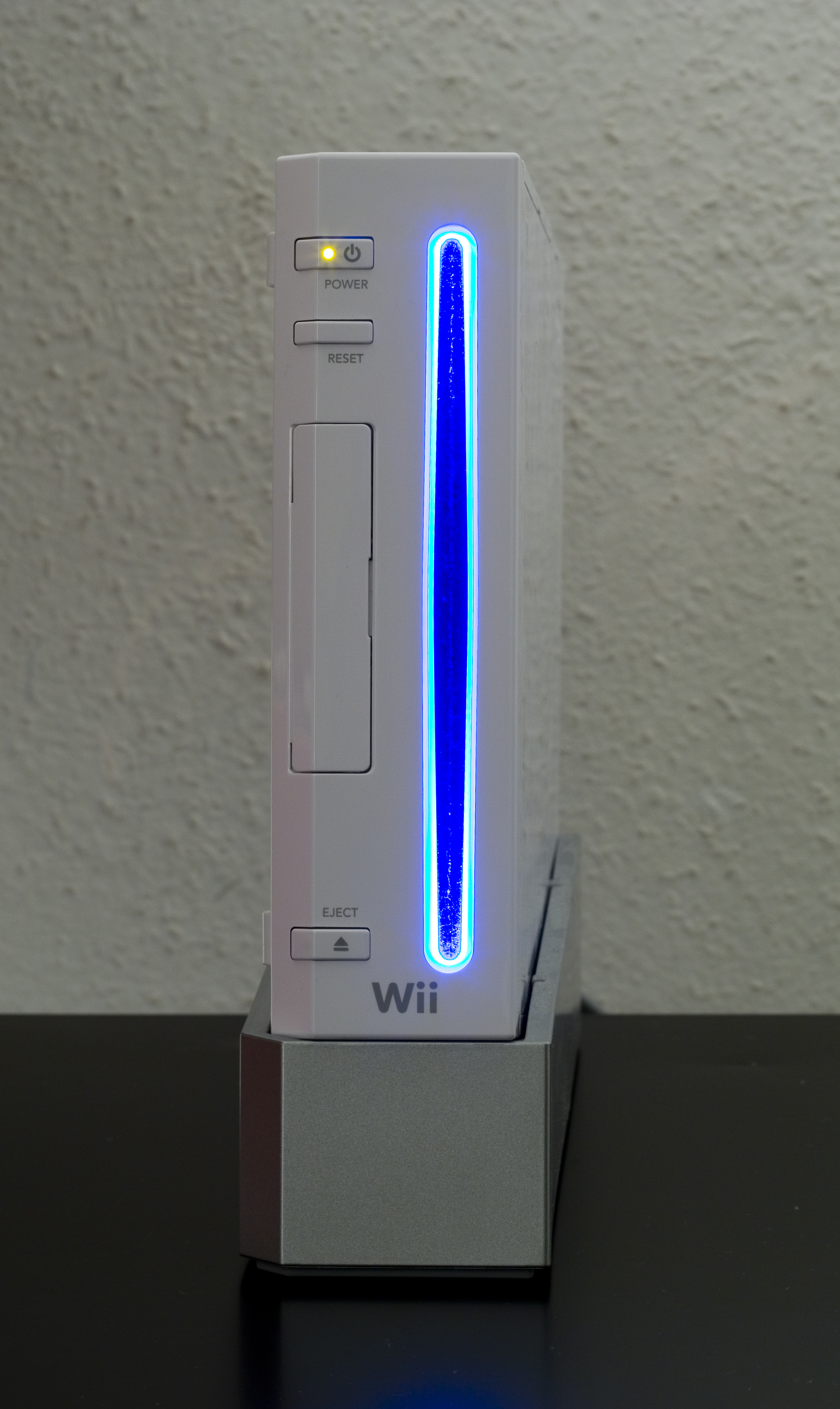
待機模式下收到訊息的 Wii 主機

WiiConnect24 用於接收其他 Wii 主機發出的Wii留言板訊息、Mii角色、電子郵件、頻道與遊戲更新內容、以及軟體更新通知。如果啟用「待機連線」模式，這些內容亦可在主機待機時接收。當啟用該模式時，Wii 功耗約為 9.6 瓦特，若未啟用僅為 1.3 瓦特。
用戶可在主機設定中開關 WiiConnect24；若開啟，可進一步設定是否啟用待機連線。待機狀態下，電源指示燈顏色反映目前連線狀態：紅燈表示待機連線關閉，黃燈表示開啟。長按電源鍵 3～4 秒可進入關閉連線的待機模式。若 Wii 完全斷電後重啟，會自動進入未啟用待機連線的模式，WiiConnect24 將停止運作直至再次開機。
Wii 接收到留言板訊息時，其光碟槽會以藍光閃爍；若為 3.0 版以上的韌體，當主機開機時也會短暫閃爍。此藍光亮度可在設定中調整為「亮」、「暗」或「關閉」。
Wii 的閃光燈節奏與日本樹鶯的叫聲同步。
若遊戲訊息附有圖片，玩家可於相片頻道檢視與編輯，並傳送至其他 Wii 主機。任天堂也會發送官方訊息，玩家可選擇是否接收。

## 功能性
任天堂社長岩田聰在接受日本《日經BP社》採訪時透露，WiiConnect24 可用於下載任天堂DS的試玩版（後來即為任天堂頻道的功能）。
|  | "假設你的 Wii 是全天候連線狀態，任天堂就能於夜間發送 DS 試玩宣傳版。用戶隔天早上看到 Wii 指示燈閃爍，就知道有新東西。接著即可從 Wii 傳送試玩內容至 DS。" |

根據任天堂歐洲官方網站，WiiConnect24 可用來發送 簡訊 給外出的家人，以及與其他 Wii 用戶交換照片與訊息。

## 支援頻道
以下為北美地區支援 WiiConnect24 的 Wii 選單 頻道列表：
| 頻道                             | 描述                                   | 發行日期                                                                 | 終止日期       |
| -------------------------------- | -------------------------------------- | ------------------------------------------------------------------------ | -------------- |
| Mii頻道                          | 與朋友分享 Mii 角色                    | 2006年11月19日（主機預載）                                               | 不適用         |
| Wii商店頻道                      | 以「Wii 點數」購買遊戲                 | 2006年11月19日（主機預載）                                               | 2019年1月30日  |
| 天氣頻道                         | 顯示本地與全球天氣                     | 2006年12月20日（需更新啟用）                                             | 2013年6月27日  |
| 新聞頻道                         | 最新新聞與頭條                         | 2007年1月24日（需更新啟用）                                              | 2013年6月27日  |
| 大家的投票頻道                   | 查看民調與結果                         | 2007年2月14日                                                            | 2013年6月27日  |
| Check Mii Out 頻道               | 上傳、評比全球 Mii                     | 2007年11月11日                                                           | 2013年6月27日  |
| Mario Kart 頻道                  | 比賽幽靈資料、全球排行、好友名單與比賽 | 2008年4月10日（日本）、4月11日（歐洲）、4月24日（澳洲）、4月27日（美洲） | 2014年5月20日  |
| Nintendo 頻道                    | 觀看遊戲預告與下載 任天堂DS 試玩       | 2007年11月27日（日本）、2008年5月7日（美洲）、5月30日（歐洲/澳洲）       | 2013年6月27日  |
| Wii Speak 頻道                   | 留下語音訊息至好友留言板               | 2008年12月5日（使用者必須擁有Wii Speak才能下載)                          | 2014年5月20日  |
| 《密特羅德Prime 3 墮落》預告頻道 | 可觀看《密特羅德Prime 3 墮落》的預告   | 2007年8月10日（美國）、10月15日（歐洲）                                  | 2007年12月31日 |

天氣與新聞頻道需要開啟 WiiConnect24 及待機連線，否則會出現錯誤訊息並返回選單。此為確保即時資訊能自動下載。

## 問題
最初的韌體更新導致部分在首發時購買 Wii 的使用者無法進入主機的部分功能。這些 Wii 主機經常出現錯誤代碼。 對於這些使用者，必須聯繫任天堂的客戶服務以更換或維修主機。
在某些國家，嘗試連接 WiiConnect24 會顯示「目前尚未提供此服務」的畫面。這個問題可以透過將地區設定為其他國家來繞過。目前實際的服務可用地區分佈尚不明確。
PAL 版本的 Wii 使用 RGB SCART 連接線時，在 WiiConnect24 待機模式下仍會發出 SCART 切換訊號。這種情況會出現在任天堂官方的 RGB SCART 線，也會出現在任何能傳送切換訊號的第三方 RGB SCART 線上。這個問題可以透過關閉待機模式來解決，但仍然保留 WiiConnect24 的運作。
當光碟插槽燈發光時，可能會導致 Wii 在待機模式下變熱。這是因為主機在待機狀態下風扇會停止運作。

## 關閉
2013年6月28日，任天堂終止了所有 WiiConnect24 服務。Wii 商店頻道於2019年1月30日關閉，當天 Wii 上所有剩餘的隨選視訊服務也一併結束。